# بست بيخ (فين)
بست بیخ (بالفارسية: بست بیخ) هي قرية تقع في إيران في قسم فين الريفي. يقدر عدد سكانها بـ 0 نسمة بحسب إحصاء 2016.